# كارثة مطار مدريد باراخاس
إسبانيا للطيران الرحلة 5022 طائرة ماكدونل دوغلاس إم دي-82 كانت تحمل على متنها 166 راكبا و6 من أفراد الطاقم في رحلة طيران من مدريد إلي لاس بالماس دي غران كناريا في 20 أغسطس 2008 وبعد الإقلاع مباشرة بثواني معدودة إلتفت للجهة الأيمن بشكل خطير وأصطدموا بحافة نهر مانزاناريس الشرقية ونجا 18 راكبا خلال الاصطدام بحافة النهر وقد مات 154 شخصا أثناء الاصطدام بحافة النهر.